# San Pedro Molinos
San Pedro Molinos là một đô thị thuộc bang Oaxaca, México. Năm 2005, dân số của đô thị này là 737 người.